# Sekunda (hudba)
Sekunda (z lat. secundus – druhý) je hudební interval mezi prvním a druhým tónem diatonické stupnice, v rovnoměrně temperovaném ladění obsahuje buď jeden půltón (malá sekunda), nebo dva půltóny (velká sekunda).

## Malá sekunda
Malá sekunda je nejmenším intervalem vyskytujícím se v diatonické stupnici, spolu s velkou septimou je nejdisonantnějším intervalem vyskytujících se v této stupnici. V durové stupnici se nachází mezi 3. a 4. tónem (například mezi E – F v C dur) a mezi 7. a 8. tónem (H – C v C dur). V mollové stupnici se nachází mezi 2. a 3. tónem (například mezi H – C v a moll) a mezi 5. a 6. tónem (E – F v a moll).
Poměr frekvencí tónů vzdálených o malou sekundu je v čistém ladění nejčastěji 16:15 – takzvaný diatonický půltón (přibližně 111,731 centů). Jiné hodnoty malé sekundy se používají jen zřídka, např. 15:14.
V Pythagorejském ladění se používají dvě různě veliké malé sekundy: limma s poměrem frekvencí 256:243 a apotomé s poměrem frekvencí 2187:2048.
V dnes běžně používaném rovnoměrně temperovaném ladění má malá sekunda hodnotu 21/12:1 (přesně 100 centů, je tedy o něco užší než v čistém ladění).

## Velká sekunda
Velká sekunda je druhým nejmenším intervalem vyskytujícím se v diatonické stupnici, spolu s malou septimou je druhým nejdisonantnějším intervalem vyskytujících se v této stupnici. V durové stupnici se nachází mezi 1. a 2. tónem (například mezi C – D v C dur), mezi 2. a 3. tónem (D – E v C dur), 4. a 5. tónem (F – G v C dur), 5. a 6. tónem (G – A v C dur) a 6. a 7. tónem (A – H v C dur). V mollové stupnici se nachází mezi 1. a 2. tónem (například mezi A – H v a moll), mezi 3. a 4. tónem (C – D v a moll), 4. a 5. tónem (D – E v a moll), 6. a 7. tónem (F – G v a moll) a 7. a 8. tónem (G – A v a moll).
Poměr frekvencí tónů vzdálených o velkou sekundu je v čistém ladění buď 9:8 (velký celý tón, např. mezi C – D v C dur) nebo 10:9 (malý celý tón, např. mezi D – E v C dur). Jiné hodnoty velké sekundy se používají jen zřídka, např. 8:7 nebo 28/25.
V pythagorejském ladění má velká sekunda velikost 9:8 (velký celý tón).
Ve středotónovém ladění má velká sekunda velikost {\displaystyle {\sqrt {5}}:{2}}
V rovnoměrně temperovaném ladění má velká sekunda velikost 21/6:1 (přesně 200 centů).

## V akordech
V základních akordech se sekundový interval nevyskytuje. Objevuje se typicky v různých průtazích (sus2, sus4), může zaznít v septakordech, nonakordech (jako varianta septimy či nóny) a dalších čtyř- a vícezvucích. Zejména malá sekunda působí v akordu velmi disonantně.